# Boljkovci
Boljkovci (em cirílico: Бољковци) é uma vila da Sérvia localizada no município de Gornji Milanovac, pertencente ao distrito de Moravica, na região de Šumadija. A sua população era de 367 habitantes segundo o censo de 2011.

## Demografia
| 1948 | 1953 | 1961 | 1971 | 1981 | 1991 | 2002 | 2011 |
| ---- | ---- | ---- | ---- | ---- | ---- | ---- | ---- |
| 1187 | 1154 | 1088 | 1001 | 898  | 631  | 489  | 367  |